# Jeu vidéo en Corée du Sud
Le jeu vidéo en Corée du Sud est un marché de pointe. Le jeu vidéo est en effet le loisir le plus populaire chez les adultes sud-coréen et est au cœur même de la société sud-coréenne. Il est considéré comme un sport national et quatre chaines de télévisions y sont spécialement consacrées. Les résultats des compétitions d’e-sport sont rapportés par les journaux télévisés des grandes chaines au même titre que ceux du football ou du basketball et les joueurs professionnels, comme Hong Jin-Ho, sont de véritables stars qui peuvent gagner des centaines de milliers de dollars par an. Une des raisons de cette popularité est sa spécificité en matière de connexion haut débit. Celles-ci se sont en effet développées en Corée du Sud beaucoup plus tôt et rapidement que dans le reste du monde. En 2005, le taux de pénétration du haut débit dans le pays était ainsi de 72 % contre seulement 35 % au Japon et 21 % au Royaume-Uni. Ce développement a permis l’essor des jeux en ligne et notamment des MMORPG comme World of Warcraft. Le jeu vidéo Starcraft a également eu un impact important sur le développement de l’industrie high-tech sud-coréenne, contribuant notamment à maintenir celle-ci à flot pendant la crise financière asiatique des années 2000. Il a également joué un rôle majeur dans le développement des cybercafés du pays, surnommés les « PC bang», leur nombre étant passé de 100 avant la sortie du jeu en 1998 à plus de 23 000 en 2001,.

## E-sport
Depuis 1998, l’e-sport et la diffusion de compétitions de jeu vidéo à la télévision connait une popularité croissante qui a accéléré le développement des jeux en ligne, notamment auprès des jeux sud-coréen. La première ligue d’e-sport voit le jour en 1998 lorsque StarCraft devient populaire dans le pays. Avec le développement des PC bangs, l’e-sport devient ensuite une des principales activités des adolescents. Du fait des bénéfices économiques générés par ce secteur, de nombreuses grandes sociétés y investissent et en 2006, le pays compte déjà 278 joueurs et 11 équipes professionnelles qui se partagent 5 millions de dollars de récompenses. Plusieurs grandes sociétés d’électronique, de télécommunications ou de média du pays sponsorisent ainsi des équipes de joueurs professionnels. C’est notamment le cas de Samsung (Samsung Khan), SK Telecom (SK Telecom T1), MBC (MBC Game Hero) ou CJ (CJ Entus). La popularité de l’e-sport pousse même la Force aérienne de la République de Corée à sponsoriser sa propre équipe. Les chaines de télévision consacrées au sport électronique sont très populaires. Ongamenet est ainsi regardé par entre trois et quatre millions de téléspectateurs en prime time et sa principale concurrente, MBC Game, est elle-même regardé par 1,5 million de personnes à la même heure. 